# Darguż

Herb Darguż

Herb Darguż II

Darguż (Dargusz, Dargosz, Dargupsch, Dargus, Dargusch, Darguschen) – kaszubski herb szlachecki.

## Opis herbu
Herb występował przynajmniej w trzech wariantach. Opisy z wykorzystaniem zasad blazonowania, zaproponowanych przez Alfreda Znamierowskiego:
Darguż (Dargusz, Dargosz, Dargus, Dargusch, Darguschen): W polu błękitnym lwia głowa złota z wywieszonym językiem. Klejnot: nad hełmem w koronie gwiazda złota. Labry: błękitne, podbite złotem.
Darguż odmienny (Dargusz odmienny, Dargusch, Darguschen): Głowa na wprost, bez języka, brak korony na hełmie.
Darguż II (Dargupsch, Dargus, Dargusch, Darguschen, Dargusz): Na tarczy dzielonej w skos lewy, w polu górnym, czerwonym, pół lwa wspiętego, złotego, pole dolne szachowane, błękitno-srebrne. Klejnot: nad hełmem bez korony trzy gwiazdy złote w półokrąg, nad każdą po lilii naturalnej, na łodyżce ulistnionej. Labry z prawej błękitne, podbite srebrem, z lewej czerwone, podbite złotem.
Wariant ten miał występować też z podziałem pola w pas (Nowy Siebmacher), albo pole drugie szachowane w skos (Lubinus).

## Najwcześniejsze wzmianki
Wariant podstawowy przytaczany przez Ostrowskiego (Księga herbowa rodów polskich) i Nowego Siebmachera. Wariant odmienny znany z mapy Pomorza Lubinusa z 1618, przytacza ją także Bagmihl (Pommersches Wappenbuch). Wariant II przytaczany przez Lubinusa, Ostrowskiego, Siebmachera, oraz Żernickiego (Die polnischen Stamwappen, Der polnische Adel).

## Rodzina Dargusz
Mało znana drobnoszlachecka rodzina ziemi lęborskiej. Nazwisko ma pochodzić od imienia typu Dargomił, Dargomir, Dargosław, które uległo skróceniu. Wzmianki o rodzinie o podobnych nazwiskach pochodzą z 1575 (jeden Dargusze i dwóch Darguntze, nie ma pewności czy z jednej rodziny). Darguszowie posiadali działy w Lublewku w XVII wieku (1608, 1618). Ponadto posiadali działy we wsiach: Perlino i Lublewo. Według wzmianki z 1658 mieli być już wtedy szlachtą wygasłą, ale Ledebur twierdzi, że odnotowano ich jeszcze w 1670. Przemysław Pragert przypuszcza, że mogły istnieć dwie linie tej rodziny, np. linia z Lublewka i linia z Perlina, albo wręcz dwie różne rodziny Darguszów i Dargończów, które używały herbu Darguż i Darguż II. Pragert przypuszcza ponadto, na podstawie przewijającego się motywu lwa w herbach Darguszów, Dorzynów, Paszkowskich, Bychowskich, Tarmów i Damerkow – Dąbrowskich, że rodziny te mogą wywodzić się ze wspólnego pnia.

## Herbowni
Dargusz (Dargosz, Dargups, Dargupsch, Dargus, Dargus, Dargusch, Darguschen, Darguż, być może Dargatz i Darguntz).
Wariant II  jest opisywany przez Ostrowskiego jako odmiana poprzedniego, różni się jednak znacznie wyglądem. Przemysław Pragert spekuluje, że być może używany był w linii rodziny z innej miejscowości albo wręcz osobny ród o podobnym nazwisku (Dargończ).